# Ras al-Khaimah (ciutat)
Ras al-Khaymah (àrab: رأس الخيمة, Raʾs al-Ḫayma) és una ciutat dels Emirats Àrabs Units, capital de l'emirat del mateix. Té aproximadament uns 191.753 habitants. Tot i que ja existia al segle xv, aleshores era un llogaret que no va créixer mínimament fins al segle xvii i cal esperar al segle xviii perquè esdevingués més gran que Djulfar, una ciutat uns quants km més al nord, on el port, fins llavors el millor de la zona, havia quedat cegat.
La moderna ciutat està dividida en dues parts per un entrant d'aigua nomenat Khor Ras al-Khaimah. La part occidental és la vella ciutat i és la part on hi ha el museu i els departaments del govern; a la part oriental hi ha el palau de l'emir, els ministeris i les companyies comercials i té el nom d'Al-Nakheel. Un pont uneix les dues parts. A la zona d'expansió de la ciutat cap a l'est hi ha els barris de Qusidat, Al-Juwais, Al-Araibi i Al-Hudeeba, i al nord Mamoora, Bakaa, Al-Ghoob i Shameel.
Al nord, a Khor Khuair (uns 25 km) hi ha la zona industrial, amb les indústries de ciment, marbre i pedra.
El port de Saqr és a la rodalia i actualment és el principal port exportador dels emirats; també a la vora de la ciutat hi ha el petit poble pesquer de Remis i la vila de Digdaga amb uns projectes agrícoles específics i les factories industrials farmacèutiques de Djulfar. L'àrea agrícola d'Al-Hamraniah al sud-est és on hi ha l'Aeroport internacional de Ras al-Khaimah; a Khaat hi ha un complex turístic amb unes fonts termals; i unes altres són a Masafi.
La bandera de la ciutat és blanca i té l'emblema local, una torre característica, que està flanquejada per dos branques de llorer, una a cada costat; una cinta amb els colors de la bandera està a la base de la torre, i porta la inscripció «Municipalitat de Ras al-Khaimah» en caràcters aràbics. També el port i la zona franca tenen banderes corporatives blanques amb els logotips.